# 奧庫洛夫卡
58°23′N 33°18′E / 58.383°N 33.300°E
奧庫洛夫卡（俄语：Оку́ловка）是俄羅斯諾夫哥羅德州的一個城市，位於大諾夫哥羅德東南140公里。2002年人口為14,470人。
1495年首見於文獻。1965年設市。莫斯科-聖彼得堡鐵路經過。